# Bayan-Öndör
Bayan-Öndör (tiếng Mông Cổ: Баян-Өндөр) là một sum của tỉnh Orkhon tại miền bắc Mông Cổ. Vào năm 2009, dân số của sum là 88.046 người. Tỉnh lị Erdenet nằm bên trong sum.

## Địa lý
Sum có diện tích khoảng 208,0 km2 và nằm ở phía tây của tỉnh.

## Kinh tế
Tại đây có một trong những mỏ đồng lớn nhất thế giới, với khoảng 6 nghìn người làm nghề khai thác mỏ.